# Lord Tracy 4
Lord Tracy 4 è il secondo album in studio dei Lord Tracy, pubblicato nel 2005.
Questo album contiene in gran parte il materiale che avrebbe dovuto comporre il loro secondo album in studio effettivo, registrato tra il 1990/91, ma che venne accantonato a causa dell'abbandono dell'etichetta. In questo lavoro figurano in aggiunta alcune versioni alternative di vecchi brani.

## Tracce
1. Rip It Up (Paper Love)
2. Kick It Out
3. Saxophone
4. Wrong All The Right Outta Me
5. Drive All Night
6. Transexual
7. Wind Me Up
8. Let's Go Rodeo
9. Debbie's Got A Chainsaw
10. Party At The Motel
11. Barney's Chained Melody
12. No More Tears
13. Back Again
14. Nobody's Business
15. Everything Sounds Allright
16. Paula's
17. Morning Light
18. If You Break My Heart (I'll Break Your Neck)

## Formazione
- Terry Glaze - voce, chitarra
- Jimmy Rusidoff - chitarra solista
- Kinley Wolfe - basso
- Chris Craig - batteria